# Tierpark Kolmården
Koordinaten: 58° 39′ 55″ N, 16° 27′ 59″ O
Der Tierpark Kolmården (d. i. Kohlenwald) ist ein zoologischer Garten und Freizeitpark in der schwedischen Gemeinde Norrköping. Kolmården ist mit 250 Hektar und 720.000 Besuchern pro Jahr (Stand: 2015) der größte Zoo Nordeuropas. Hauptattraktionen des Parks sind sein Delfinarium (das größte in Europa), der Safaripark, mehrere Achterbahnen und die Raubvogelschau. Hier wohnen auch die asiatischen Elefanten von König Carl XVI. Gustaf.

## Lage
Kolmården liegt ca. 30 Kilometer nordöstlich von Norrköping nahe der E4.

## Geschichte
Der Tierpark Kolmården wurde 1965 von Ulf Svensson eröffnet. Vier Jahre später kam das erste Delfinarium Nordeuropas hinzu.

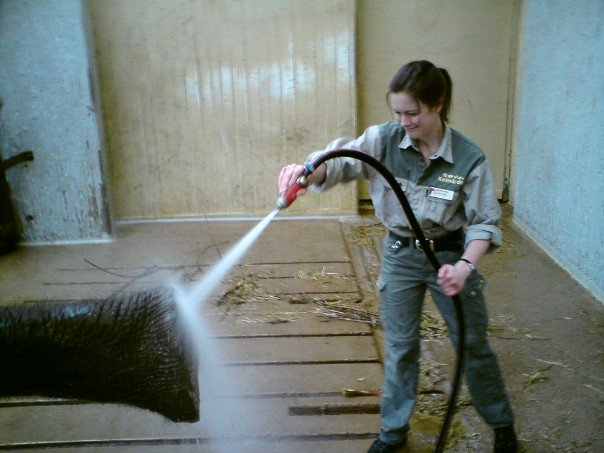
Biologin Karolina Bördin und Elefant Saba, April 2009

1981 tötete ein Löwenrudel einen Besucher im Safaripark, 1991 tötete die Asiatische Elefantenkuh Putschie den Tierpfleger Robert Nilsson und am 17. Juni 2012 tötete ein Wolfsrudel Karolina Bördin, eine mit den Tieren vertraute Biologin. In der Vergangenheit war es schon mehrfach zu „kleineren Zwischenfällen“ gekommen.

## Attraktionen

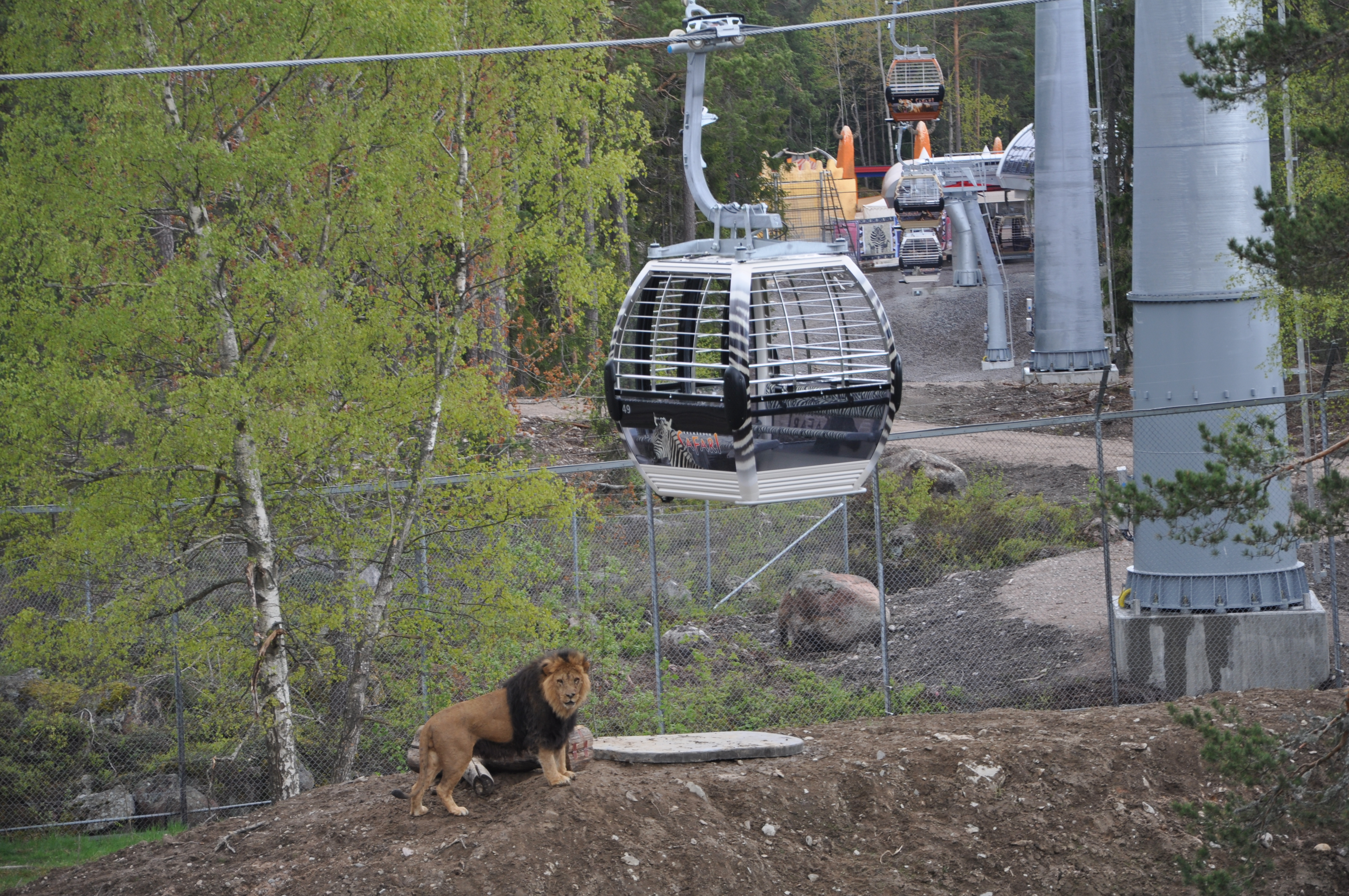
Safaribahn

Durch den Tierpark fährt eine im Jahre 2011 erneuerte Luftseilbahn. Die ursprüngliche, 1967 eröffnete Seilbahn von Karl Brändle wurde demontiert. Die neue Seilbahn hat eine Länge von 2,64 km und ist mit 78 käfigartig vergitterten Gondeln für je acht Personen ausgestattet. Die Fahrzeit beträgt 26,5 Minuten.
Der Tierpark bietet außerdem einen Regenwald mit tropischen Vögeln, Reptilien und Krokodilen, und ein Aquarium mit Korallenriff und Hunderten von Fischarten, darunter zehn Haie.
1998 wurde mit dem Themenpark Bamses Värld (Bamses Welt, benannt nach der Cartoon-Figur Bamse) eine weitere Attraktion eröffnet.
Am 28. Juni 2016 wurde unter dem Namen Wildfire eine Holzachterbahn eröffnet, die über eine Klippe gebaut wurde und über drei Inversionen verfügt. Die 110 Mio. SEK teure Investition wurde von Rocky Mountain Construction und Alan Schilke realisiert.

### Liste der Achterbahnen
| Name            | Typ                | Hersteller                  | Eröffnungsjahr |
| --------------- | ------------------ | --------------------------- | -------------- |
| Delfinexpressen | Familienachterbahn | Vekoma                      | 2009           |
| Godiståget      | Familienachterbahn | Zierer                      | 2015           |
| Wildfire        | Holzachterbahn     | Rocky Mountain Construction | 2016           |